# Liste der Nummer-eins-Hits in Belgien (1984)
Diese Liste enthält alle Nummer-eins-Hits in Belgien im Jahr 1984. Es gab in diesem Jahr 20 Nummer-eins-Singles.
| Singles |
| --- |
| - Fun Fun – Happy Station - 2 Wochen (31. Dezember 1983 – 13. Januar 1984) - Dolly Parton – You Are - 1 Woche (14. Januar – 20. Januar) - Michael Jackson – Thriller - 2 Wochen (21. Januar – 3. Februar) - Paul Young – Love of the Common People - 5 Wochen (4. Februar – 9. März) - Queen – Radio Ga Ga - 2 Wochen (10. März – 23. März) - Golden Earring – When the Lady Smiles - 1 Woche (24. März – 30. März) - Rockwell – Somebody’s Watching Me - 1 Woche (31. März – 6. April) - Pat Benatar – Love Is a Battlefield - 2 Wochen (7. April – 20. April) - Lionel Richie – Hello - 5 Wochen (21. April – 25. Mai) - Julio Iglesias & Willie Nelson – To All the Girls I Loved Before - 1 Woche (26. Mai – 1. Juni) - Queen – I Want to Break Free - 3 Wochen (2. Juni – 22. Juni) - Duran Duran – The Reflex - 4 Wochen (23. Juni – 20. Juli) - Wham! – Wake Me Up Before You Go-Go - 2 Wochen (21. Juli – 3. August, insgesamt 3 Wochen) - Ultravox – Dancing with Tears in My Eyes - 1 Woche (4. August – 10. August) - Wham! – Wake Me Up Before You Go-Go - 1 Woche (11. August – 17. August, insgesamt 3 Wochen) - Frankie Goes to Hollywood – Two Tribes - 3 Wochen (18. August – 7. September) - Bronski Beat – Smalltown Boy - 1 Woche (8. September – 14. September) - Stevie Wonder – I Just Called to Say I Love You - 9 Wochen (15. September – 16. November) - Prince and The Revolution – Purple Rain - 2 Wochen (17. November – 30. November) - Jermaine Jackson & Pia Zadora – When the Rain Begins to Fall - 4 Wochen (1. Dezember – 28. Dezember) - Band Aid – Do They Know It’s Christmas? - 4 Wochen (29. Dezember 1984 – 25. Januar 1985) |

Siehe auch: Nummer-eins-Hits 1984 in  Australien, Dänemark, Deutschland, Finnland, Frankreich, Irland, Italien, Japan, Kanada, Neuseeland, den Niederlanden, Norwegen, Österreich, Schweden, der Schweiz, Spanien, den Vereinigten Staaten und im Vereinigten Königreich.